# ジョージ・ブッシュ 私はアメリカを変える
『ジョージ・ブッシュ 私はアメリカを変える』（A Charge to Keep）は、当時のテキサス州知事のジョージ・W・ブッシュが執筆し、カレン・ヒューズが序文を寄せた1999年の書籍である。後の版では『My Journey To The White House』という副題が追加された。
書籍の収益は慈善事業に寄付された。

## 内容
書籍ではブッシュの人生と政治哲学の概要が記されている。厳密な意味での自伝ではなく、イェール大学とハーバード大学時代の日々、ビジネス・キャリア、テキサス州知事時代について年代順ではないスケッチや逸話を集めたものである。その中で小さな政府、資本主義、強力な国防を信条とする彼の政治哲学が簡潔に説明されている。
彼が最後のページで挙列する彼のプログラムのより具体的な部分にはカナダ及びラテンアメリカとの自由市場同盟の結成、社会保障の民営化、イラクや北朝鮮を含む非同盟政権への強固な態度が含まれた。

## 制作
1999年にゴーストライターのマイケル・ハースコウィッツが起草に雇われたが、「ハースコウィッツが提出した序章には例えば石油ビジネスで成功しなかったと記述するなど、ブッシュの初期の困難が過度に強調していると判断された」ために解任され、ヒューズが後任となった。

## タイトルの起源

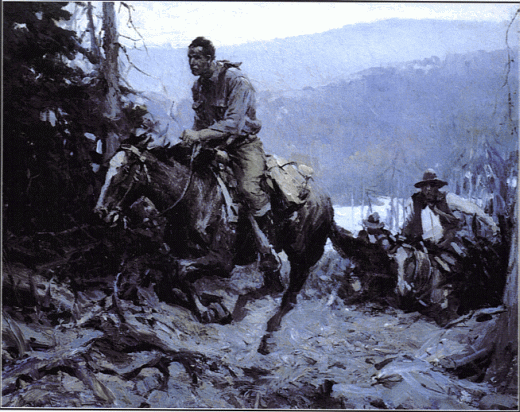
W・H・D・ケルナーの『A Charge to Keep』

書籍の原題はチャールズ・ウェスレーの賛美歌「A Charge to Keep I Have」（1762年）に由来している。ウェスレーの題はレビ記8章35節「主の仰せを守って、死ぬことのないようにしなければならない」（"keep the charge of the LORD, so that you may not die."）を言い換えたものである。
ブッシュに贈られたW・H・D・ケルナーの絵には険しい山道を突進する騎馬兵とそれに続く者たちが描かれている。ブッシュは本の中でこの場面が「我々のミッションを象徴している」と語っている。
私のオフィスに来てこの美しい絵を見てくれ。険しい山道を決然と駆け上がる騎馬民の絵だ。これが我々だ。この絵に命を吹き込んでいるのはチャールズ・ウェスレーが残した、我々は自分よりも偉大な者に仕えているというメッセージだ。
この絵はブッシュ大統領時代に大統領執務室の西側の壁に飾られていた。彼はこの絵の題は「宗教的な賛美歌に基づいている。その賛美歌は神に仕えることについて歌っている」と記者に説明した。この絵に「A Charge to Keep」というフレーズがつけられたのは『カントリー・ジェントルマン』誌の1918年出版のベン・エイムズ・ウィリアムズの同名タイトルの短編小説の挿絵として使用されたからである。ジェイコブ・ワイズバーグは「（ブッシュは）この絵が19世紀にメソジズムをアレゲーニー山脈に広めた巡回騎兵を描いたものだと考えるに至った。つまりブッシュに似たカウボーイは自分の教派の宣教師だったのだ」と分析した。